# Peter Rasmussen
Peter Rasmussen  (ur. 16 maja 1967 w Hobro) – duński piłkarz występujący na pozycji napastnika.

## Kariera klubowa
Rasmussen zawodową karierę rozpoczynał w 1988 roku w klubie Aalborg BK. W 1989 roku odszedł do niemieckiego zespołu VfB Stuttgart. W Bundeslidze zadebiutował 27 lipca 1989 roku w wygranym 2:0 meczu z Karlsruher SC. 21 kwietnia 1990 roku w wygranym 3:1 pojedynku z Werderem Brema strzelił pierwszego gola w Bundeslidze. W Stuttgarcie spędził 2 lata.
W 1991 roku Rasmussen powrócił do Aalborg BK. W 1993 roku dotarł z nim do finału Pucharu Danii, jednak Aalborg uległ tam zespołowi Odense. W 1995 roku Rasmussen zdobył z klubem mistrzostwo Danii. W 1997 roku został graczem Viborga z 1. division. W 1998 roku awansował z nim do Superligaen, a w 1999 roku zakończył karierę.

## Kariera reprezentacyjna
W latach 1986–1987 Rasmussen grał w kadrze Danii U-21. W pierwszej reprezentacji Danii zadebiutował 7 czerwca 1989 roku w zremisowanym 1:1 towarzyskim meczu z Anglią. W 1995 roku został powołany do kadry na Puchar Konfederacji. Zagrał na nim w pojedynkach z Arabią Saudyjską (2:0), Meksykiem (1:1) oraz Argentyną (2:0). W meczach z Meksykiem i Argentyną strzelił także po jednym golu. Dania została natomiast triumfatorem tamtego turnieju. W latach 1989–1996 w drużynie narodowej Rasmussen rozegrał w sumie 13 spotkań i zdobył 2 bramki.